# EOLO-Kometa/2023
Deze pagina geeft een overzicht van de EOLO-Kometa-wielerploeg in 2023.

## Algemene gegevens
Teammanager: Francisco Javier Contador
Ploegleiders: Stefano Zanatta, Biagio Conte, Jesús Hernández Blázquez
Fietsmerk: Aurum

## Renners
| Naam                | Geboortedatum | Nationaliteit | Ploeg 2022                      |
| ------------------- | ------------- | ------------- | ------------------------------- |
| Vincenzo Albanese   | 12-11-1996    | Italië        |                                 |
| Davide Bais         | 02-04-1998    | Italië        |                                 |
| Mattia Bais         | 19-10-1996    | Italië        | Drone Hopper-Androni Giocattoli |
| Simone Bevilacqua   | 22-02-1997    | Italië        |                                 |
| Alessandro Fancellu | 24-04-2000    | Italië        |                                 |
| Erik Fetter         | 05-04-2000    | Hongarije     |                                 |
| Lorenzo Fortunato   | 09-05-1996    | Italië        |                                 |
| Andrea Garosio      | 06-12-1993    | Italië        | Biesse-Carrera                  |
| Francesco Gavazzi   | 01-08-1984    | Italië        |                                 |
| Giovanni Lonardi    | 09-11-1996    | Italië        |                                 |
| Mirco Maestri       | 26-10-1991    | Italië        |                                 |
| Alex Martin         | 25-01-2000    | Spanje        |                                 |
| David Martin        | 19-02-1999    | Spanje        |                                 |
| Andrea Pietrobon    | 11-03-1999    | Italië        | EOLO-Kometa U23                 |
| Davide Piganzoli    | 08-07-2002    | Italië        | EOLO-Kometa U23                 |
| Simone Raccani*     | 02-03-2001    | Italië        | Zalf Euromobil Fior             |
| Samuele Rivi        | 11-03-1998    | Italië        |                                 |
| Javier Serrano      | 17-04-2001    | Spanje        | EOLO-Kometa U23                 |
| Diego Pablo Sevilla | 04-03-1996    | Spanje        |                                 |
| Fernando Tercero    | 28-12-2001    | Spanje        | EOLO-Kometa U23                 |

* tot 9/8

### Stagiairs
Per 1 augustus 2023
| Naam             | Geboortedatum | Nationaliteit | Vorige ploeg            |
| ---------------- | ------------- | ------------- | ----------------------- |
| Davide De Cassan | 4-1-2002      | Italië        | Cycling Team Friuli ASD |
| Francisco Muñoz  | 24-6-2001     | Spanje        | EOLO-Kometa U23         |

### Vertrokken
| Naam              | Geboortedatum | Nationaliteit       | Ploeg 2023                       |
| ----------------- | ------------- | ------------------- | -------------------------------- |
| Mark Christian    | 20-11-1990    | Verenigd Koninkrijk | ?                                |
| Márton Dina       | 11-04-1996    | Hongarije           | ATT Investments                  |
| Alessandro Fedeli | 02-03-1996    | Italië              | Q36.5 Pro Cycling Team           |
| Sergio García     | 11-06-1999    | Spanje              | Glassdrive Q8 Anicolor           |
| Arturo Grávalos   | 02-03-1998    | Spanje              | ?                                |
| Edward Ravasi     | 05-05-1994    | Italië              | Hrinkow Advarics Cycleang        |
| Alejandro Ropero  | 17-04-1998    | Spanje              | Electro Hiper Europa             |
| Diego Rosa        | 27-03-1989    | Italië              | Gestopt                          |
| Daniel Viegas     | 05-01-1998    | Portugal            | Aviludo-Louletano-Loulé Concelho |

## Overwinningen
Ronde van Sicilië
Puntenklassement: Vincenzo Albanese
Ronde van Asturië
2e etappe: Lorenzo Fortunato
Jongerenklassement Fernando Tercero
Puntenklassement: Vincenzo Albanese
Eindklassement: Lorenzo Fortunato
Ronde van Italië
7e etappe: Davide Bais
Ronde van Poitou-Charentes in Nouvelle-Aquitaine
3e etappe (deel A): Samuele Rivi
Bingoal Pauwels Sauces WB · Bolton Equities Black Spoke · Burgos-BH · Caja Rural-Seguros RGA · EOLO-Kometa · Equipo Kern Pharma · Euskaltel-Euskadi · Green Project-Bardiani-CSF-Faizanè  · Human Powered Health · Israel-Premier Tech · Lotto-Dstny · Q36.5 Pro Cycling Team · Team Corratec · Team Flanders-Baloise · Team Novo Nordisk · Team TotalEnergies · Tudor Pro Cycling Team · Uno-X Pro Cycling Team
2021 · 2022 · 2023 · 2024 · 2025